# Spermophile de Richardson
Urocitellus richardsonii
Espèce
Synonymes
- Spermophilus richardsonii (Sabine, 1822)[1]
- Spermophilus (Spermophilus) richardsonii Sabine, 1822[2]

Statut de conservation UICN

 LC  : Préoccupation mineure
Répartition géographique
Le Spermophile de Richardson, appelé aussi Écureuil terrestre de Richardson (Urocitellus richardsonii) est une espèce de rongeurs de la famille des Sciuridés vivant en Amérique du Nord.Il creuse de larges tunnels compliqués dans la terre.

## Description

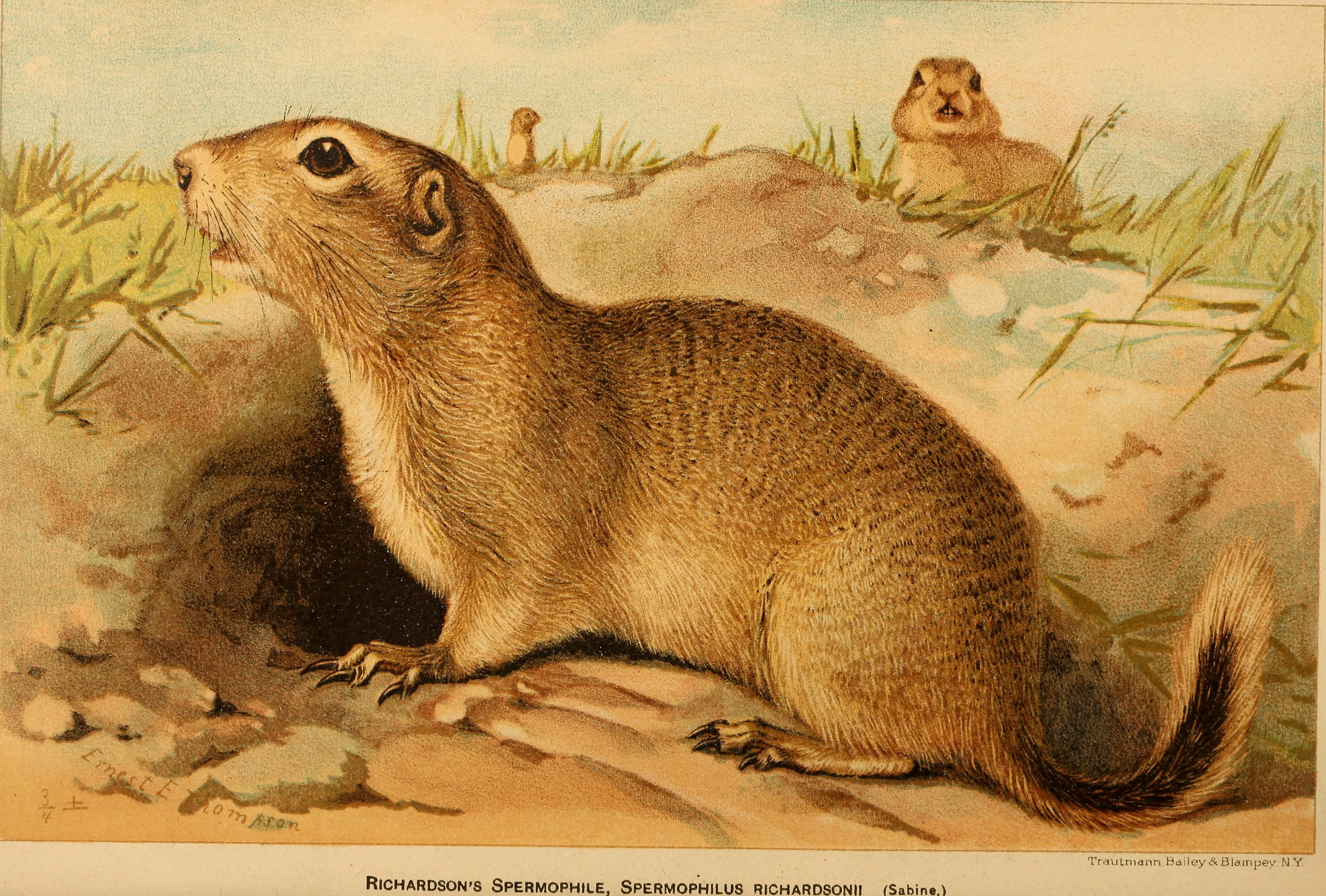
Planche naturaliste de 1893
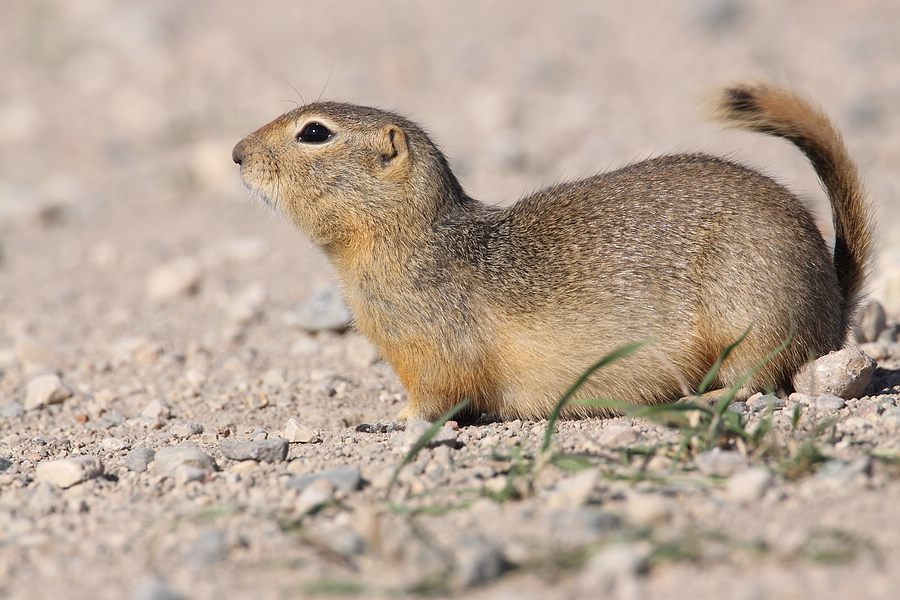
Profile
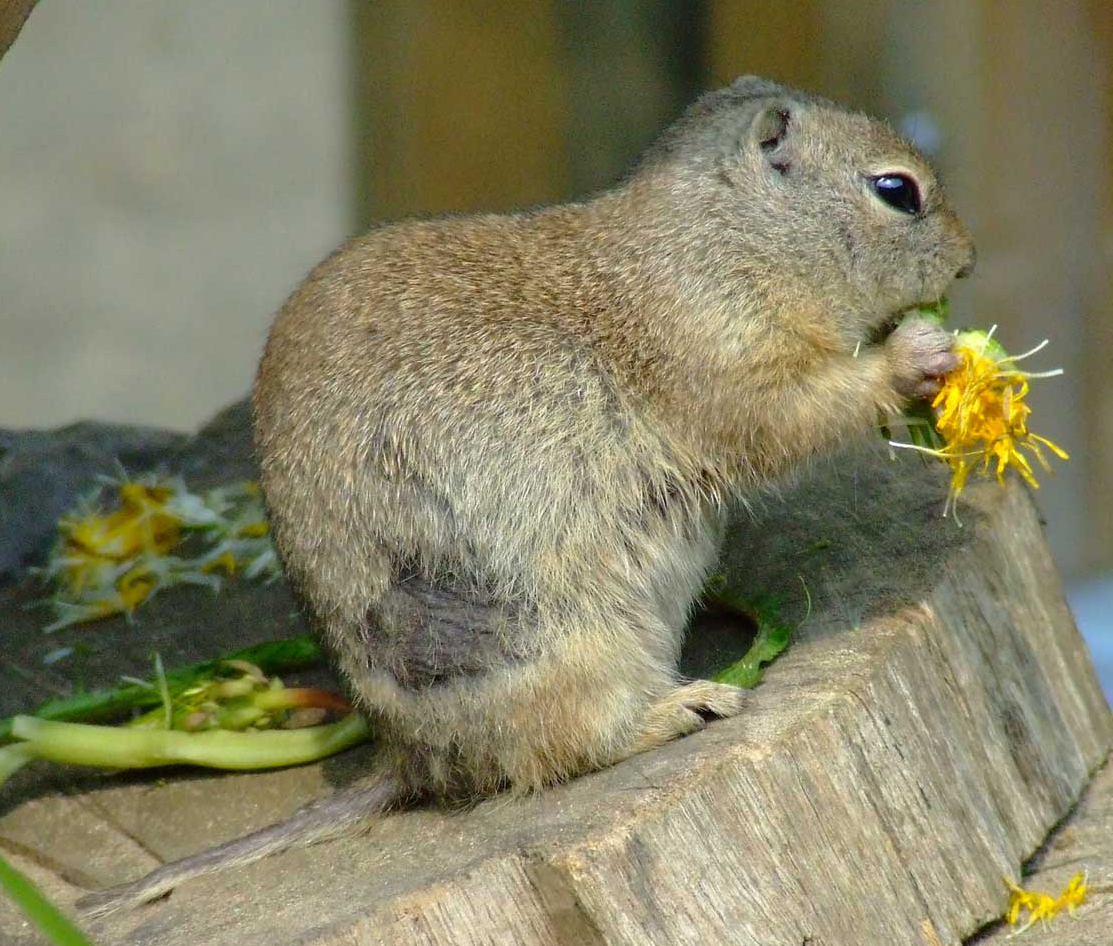
Membres antérieurs préhensiles
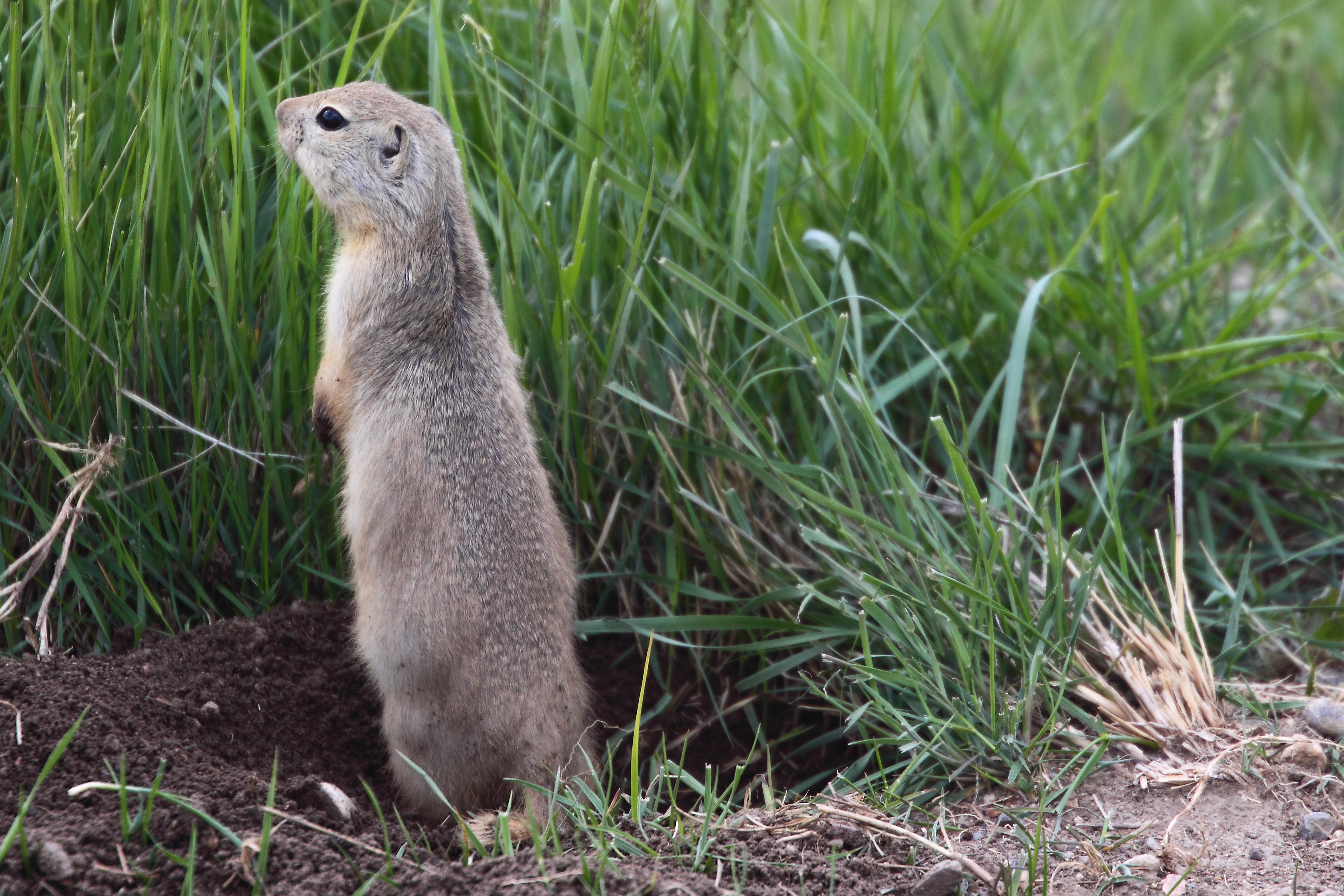
Posture d'observation
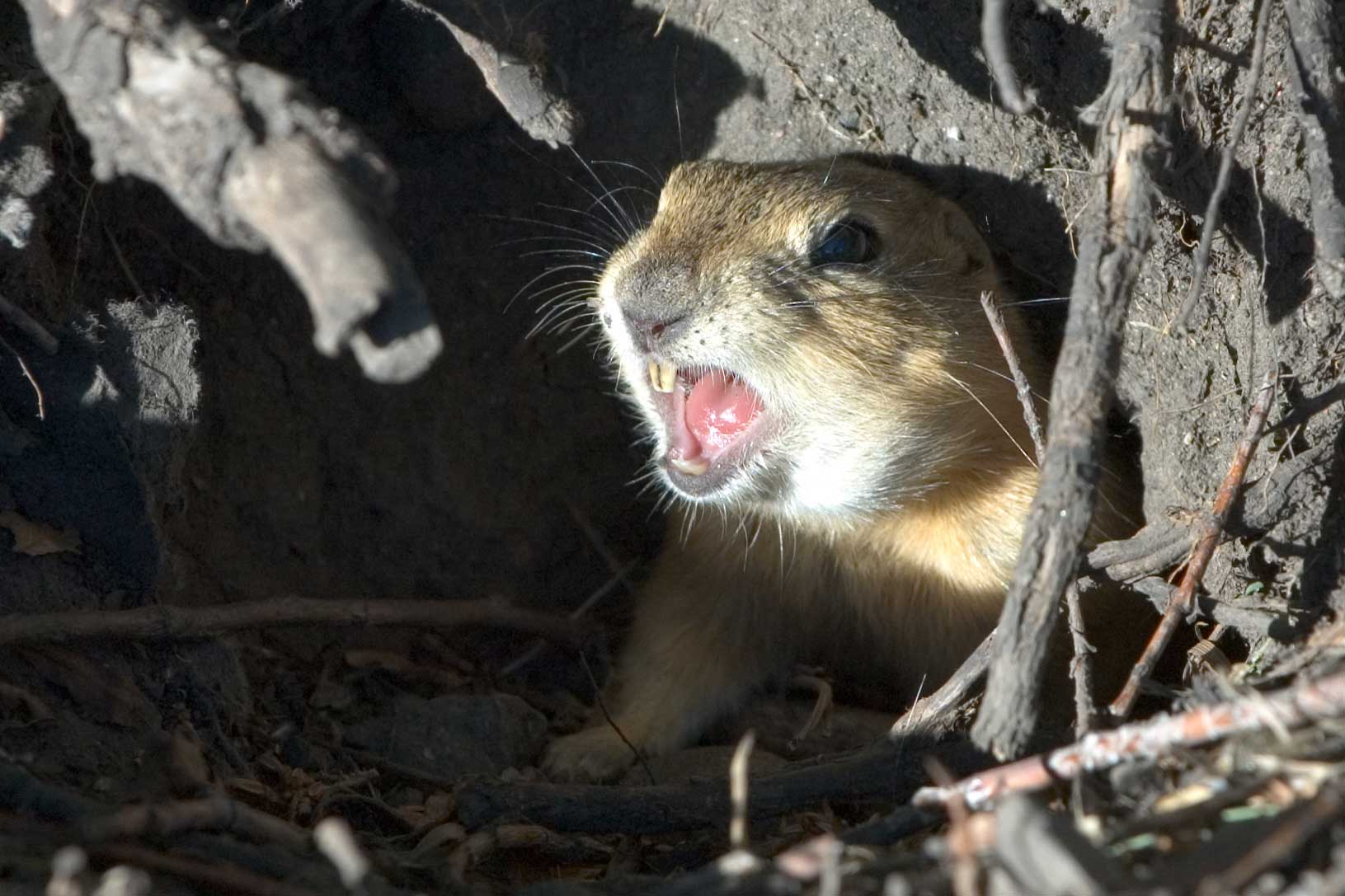
Dents en posture de défense
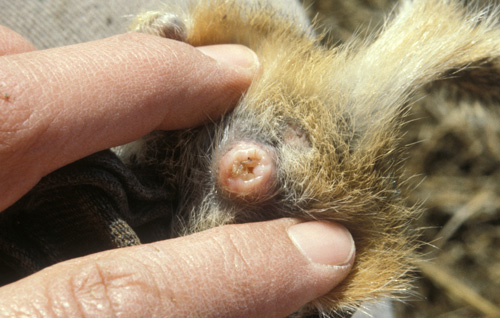
Bouchon spermatique chez une femelle, déposé par un mâle pour empêcher provisoirement une autre insémination.
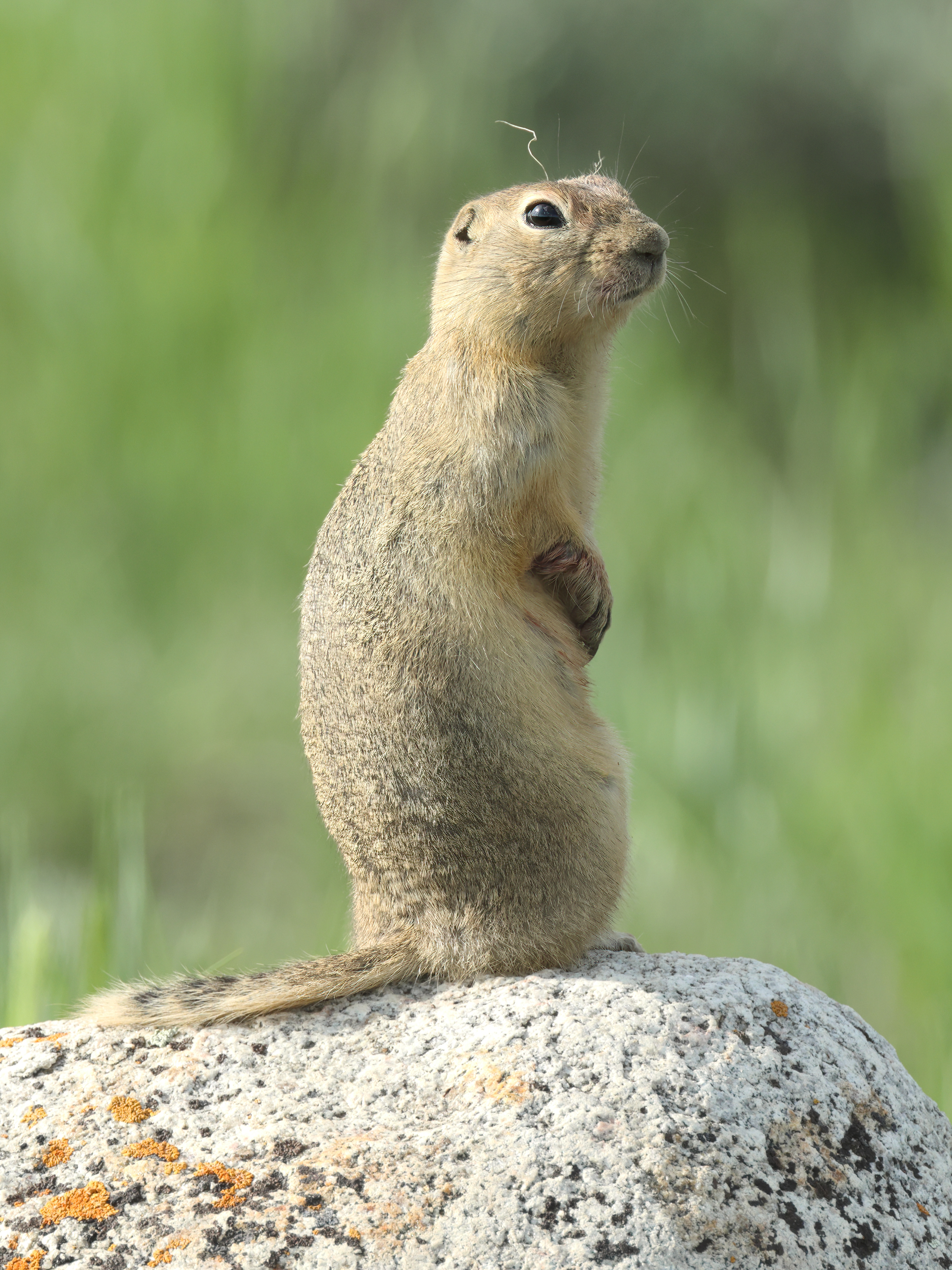
Un spermophile de Richardson dans le parc national des Prairies. Juin 2023.

## Classification
Cette espèce  été décrite pour la première fois en 1822 par le naturaliste anglais Joseph Sabine (1770-1837). L'épithète spécifique richardsonii signifie « de Richardson », en hommage au naturaliste écossais Sir John Richardson (1787–1865).
La révision de la classification des spermophiles a été entreprise en 2007. À la lumière des recherches phylogénétiques, en 2009 ils sont répartis en 8 genres et seuls les spermophiles eurasiatiques sont considérés comme Spermophilus au sens strict. Ainsi, la présente espèce anciennement nommée Spermophilus richardsonii  (Sabine, 1822) a été recombinée dans le genre Urocitellus, pour former le nom binominal Urocitellus richardsonii  (Sabine, 1822).